# Mladeč
Mladeč (in tedesco Lautsch) è un comune della Repubblica Ceca facente parte del distretto di Olomouc, nella regione di Olomouc.